# SRY
El gen SRY (de l'anglès sex-determining region Y), descobert el 1990, és un gen de determinació sexual en els mamífers marsupials i placentaris localitzat al braç curt del cromosoma Y. Codifica la proteïna TDF (testis-determining factor), també coneguda com a SRY, una de les responsables que les aproximadament 4.000 cèl·lules germinals dels òrgans genitals de l'embrió comencin a formar els testicles. L'existència de mutacions en aquest gen provoca alteracions tant genotípiques com fenotípiques.

## Evolució del gen SRY
Mirant una filogènia dels grups més grans entre els vertebrats i comparant el seu sistema de cromosomes sexuals, es troba un sistema ZW ancestral per a tots els amniotes i retingut en aus. D'altra banda, s'observa un canvi independent en teris i monotremes a un sistema XY. No obstant això, l'aparició del gen SRY es dona després de la divisió entre teris i monotremes que tot i tenir un cromosoma Y no posseeixen el gen SRY i el mecanisme de determinació sexual del qual sembla estar mediat pel DMRT1. L'origen del gen SRY, segons sembla, va ser un esdeveniment de duplicació de gens del cromosoma X lligats al gen SOX3 al voltant de fa 159 milions d'anys.

## Determinació dels testicles

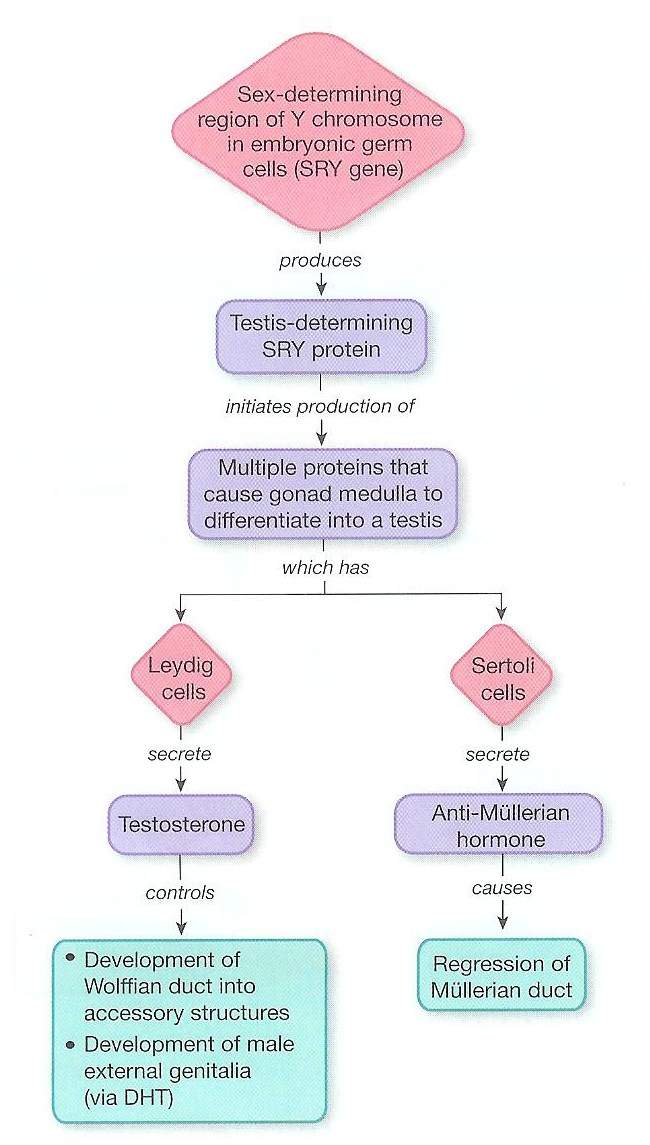
The Wolffian System Pathway

La determinació sexual primària sembla no tenir cap caràcter ambiental o autosòmic, i depèn gairebé exclusivament del contingut cromosòmic, és a dir, si la persona és XX o XY i en conseqüència de la presència de gens com l'SRY que inhibeixen la formació d'ovaris i promou la formació de testicles. El precursor dels ovaris i testicles es forma per la presència dels gens LHX9, SF1, WT1 en la cresta genital que es converteix en una gònada bipotencial que es desenvolupés en una estructura femenina o masculina depenent de la interacció gènica i hormonal al voltant de la quarta setmana de format l'embrió. Al voltant de la setena setmana es formen els genitals femenins i masculins a partir dels conductes de Müller i els conductes de Wolff, que respectivament contribueixen a la formació dels oviductes i les bases de l'aparell genital masculí. Durant aquest procés intervenen la testosterona, l'hormona antimulleriana i el gen SRY entre d'altres que provoquen la diferenciació del conducte de Wolff en genitals masculins i provoquen la regressió del conducte de Müller, a més la testosterona es converteix en dihidrotestosterona, hormona responsable de la morfogènesi del penis i la glàndula prostàtica. En femelles la producció d'estrògens al costat de la interacció dels gens WNT4 i DAX1 porta a la diferenciació del conducte de Müller en el tracte reproductor femení.

## Efectes fenotípics
Individus XX poden tenir un fenotip masculí si hi ha hagut una translocació del gen SRY a un dels cromosomes X, però són individus estèrils, en part perquè no posseeixen els loci del cromosoma Y dels factors zoospèrmics perquè es desenvolupin normalment els espermatozoides. Les translocacions o delecions del gen tenen penetrància completa en una expressivitat majoritàriament uniforme.
Individus XY on el gen SRY es troba mutat, no és funcional o es va canviar el marc de lectura, genera fenotips femenins, és important esmentar que mutacions puntuals del gen SRY tenen penetrància incompleta i una expressivitat variable però majoritàriament exhibeixen disgenèsia gonadal.
De la mateixa manera, una doble còpia del gen SRY eventualment podria causar una ambigüitat genital per efecte de dosi gènica, igual que augmenta el risc de presentar gonadoblastoma.

## Regulació del gen SRY
Un estudi publicat pel CSIC a la revista PLOS ONE, a finals d'abril de 2013, demostra que l'activitat del gen SRY requereix estimulació per part de la variant g del gen Gadd45 (Gadd45g), fins al punt en què ratolins en els que aquest gen es trobi bloquejat no desenvolupen testicles i sí els òrgans sexuals femenins, resultant així fenotips de femella encara que tinguessin cromosoma i, per tant, fossin mascles genèticament.

## Inducció del gen SRY en ratolins transgènics
Nombrosos experiments duts a terme en ratolins en els quals s'extreia una regió d'aproximadament 14KB on es troba el gen SRY i possibles reguladors va ser inserit en zigots XX recent fecundats. Els resultats van mostrar que aquells ratolins XX als quals se'ls va inserir el gen SRY van desenvolupar testicles, penis i altres òrgans masculins, però, l'individu era estèril ja que no produïa espermatozoides funcionals. No obstant això, els investigadors no esperaven que es desenvoluparan espermatozoides funcionals ja que en cariotips d'individus tant de ratolins com d'humans XXY la doble presència del cromosoma X impedeix la seva formació. Altres experiments també en ratolins van mostrar que gens SRY de diferents soques de ratolins no sempre generaven la formació de testicles per la qual cosa es va concloure que hi ha d'haver altres factors importants en la determinació sexual, de manera que el gen SRY és necessari però no suficient per al desenvolupament complet testicular.